# Fílon, o Dialético
Fílon, o Dialético (em grego: Φίλων; fl. 300 a.C.) foi um filósofo grego da escola megárica (dialética). Às vezes é chamado de Fílon de Mégara, embora a cidade de seu nascimento seja desconhecida. Ele é mais famoso pelo debate que teve com seu professor Diodoro Cronos sobre a ideia do possível e os critérios de verdade das proposições condicionais.

## Vida
Pouco se sabe sobre a vida de Fílon. Ele foi discípulo de Diodoro Cronos e amigo de Zenão, o fundador do estoicismo. Diógenes Laércio afirma que Zenão "costumava discutir com muito cuidado com Fílon, o lógico, e estudar com ele — daí Zenão, que era o mais jovem, tinha tanta admiração por Fílon quanto por seu mestre Diodoro."
Jerônimo refere-se a Fílon como o professor de Carnéades, o que é cronologicamente impossível. Diógenes Laércio menciona um (presumivelmente diferente) Fílon que foi discípulo de Pirro.

## Obras
Uma das obras de Fílon chamava-se Menexeno, na qual ele mencionava as cinco filhas de Diodoro, todas dialéticas distinguidas. Duas das obras lógicas de Crisipo foram respostas a livros de Fílon: uma dirigida à "Obra de Fílon sobre Significados", e a outra à "Obra de Fílon sobre Modos".

## Filosofia
Fílon debateu com Diodoro sobre a ideia do possível e os critérios de verdade das proposições condicionais.
Em relação às coisas possíveis, Diodoro sustentava que o possível era idêntico ao necessário, ou seja, que possível é "aquilo que ou é ou será verdadeiro". Fílon, por outro lado, definiu possível como "aquilo que é capaz de ser verdadeiro pela própria natureza da proposição", assim, uma afirmação como "este pedaço de madeira pode queimar" é possível, mesmo que passe toda a sua existência no fundo do oceano.
Tanto Fílon quanto Diodoro buscaram critérios para a forma correta de proposições condicionais, e cada um o fez de maneira correspondente ao que sustentava sobre a ideia do possível. Fílon considerava uma condicional como verdadeira, a menos que tivesse um antecedente verdadeiro e um consequente falso. Precisamente, sejam T0 e T1 afirmações verdadeiras, e F0 e F1 afirmações falsas; então, segundo Fílon, cada uma das seguintes condicionais é uma afirmação verdadeira, porque não é o caso que o consequente é falso enquanto o antecedente é verdadeiro (não é o caso que uma afirmação falsa é afirmada como seguindo de uma verdadeira):
- Se T0, então T1
- Se F0, então T0
- Se F0, então F1

A seguinte condicional não atende a esse requisito e, portanto, é uma afirmação falsa segundo Fílon:
- Se T0, então F0

De fato, Sexto diz: "Segundo [Fílon], há três maneiras pelas quais uma condicional pode ser verdadeira e uma pela qual pode ser falsa". O critério de verdade de Fílon é o que hoje seria chamado de definição verofuncional de "se... então"; é a definição usada na lógica moderna.
Em contraste, Diodoro só permitia a validade das condicionais quando a cláusula antecedente nunca poderia levar a uma conclusão falsa. Um século depois, o filósofo estoico Crisipo atacou as premissas tanto de Fílon quanto de Diodoro.